# Воно (роман)
«Воно́» (англ. It) — роман американського письменника Стівена Кінга, написаний у жанрі жахів, уперше опублікований 1986 року видавництвом Viking Press. У творі порушено важливі для Кінга теми: влада пам'яті, сила в об'єднанні, вплив травм дитинства на доросле життя. Відповідно до основної сюжетної лінії, семеро друзів з Америки з вигаданого міста Деррі в штаті Мейн борються з почварою, що вбиває дітей і здатна втілюватись у будь-яку фізичну форму. Оповідь здійснюється паралельно в різних часових інтервалах, один із яких відповідає дитинству головних героїв, а інший — їхньому дорослому життю.
Спершу, задумуючи образ головного злодія як троля під мостом, письменник розвинув ідею антагоніста, що використовує збірний образ від різних почвар, до істоти, яка має риси упиря, перевертня й інопланетної форми життя. Хоч перші задуми щодо твору в автора з'явились у Боулдері, головним джерелом натхнення для міста Деррі, де й сталися події книги, послужив Банґор. На поведінку персонажів-дітей Кінг проєктував власні дитячі спогади. Протягом року по публікації книга розійшлася накладом понад двох з половиною мільйонів примірників.
Твір був номінований на премію «Локус» за найкращий фентезійний роман і «Всесвітню премію фентезі». Книга увійшла до декількох престижних рейтингів найкращих романів століття й тисячоліття, хоч і єдиного критичного сприйняття ця праця не здобула. На думку низки дослідників, роман вийшов затягнутим, перевантаженим елементами жахів, подекуди заплутаним, з не найвдалішою розв'язкою. Інші критики хвалили подвійну систему оповіді, історичні вкраплення, велику кількість персонажів, виразного антагоніста в подобі страшного клоуна. Численні суперечки були породжені сценами підліткового сексу. Роман 1990 року адаптував Томмі Лі Воллес у форматі однойменного телевізійного міні-серіалу. 2017 року на екрани вийшла друга кіноадаптація.

## Сюжет
Події відбуваються в містечку Деррі штату Мейн. Восени 1957 року шестирічний хлопчик Джордж Денбро, граючись газетним корабликом, губить його в дренажному колодязі. Там він бачить клоуна Пеннівайза, що доброзвичливо звертається до нього, та раптом береться затягувати Джорджі всередину. Джорджа кидається рятувати перехожий, але марно — клоун відриває хлопчику руку і той помирає. Десятирічний брат загиблого, Білл, що страждає на заїкання, тяжко переживає втрату брата. Батьки винять в цьому його, адже саме Білл зробив Джорджу кораблика і відправив його на вулицю гратися.
У червні 1958, перед літніми канікулами, підліток Бен Ганском стає жертвою хуліганів з їхнім ватажком Генрі Баверзом. Ховаючись від них, Бен знайомиться з астматиком Едді Каспбраком і Біллом. Втрьох вони зустрічають Річі Тозіера, Стенлі Уріса і Беверлі Марш, яка називає їх «Клубом невдах». Школярі розуміють, що всі вони зустрічалися з непоясненними жахливими випадками. Бен бачив мумію, Едді — потворного прокаженого, Білл і Джордж спостерігали привида, Річі — перевертня, Стен і Беверлі — величезний фонтан крові. Білл стає лідером «Клубу невдах». Підлітки приходять до висновку, що та сама істота набуває вигляду того, чого вони найбільше бояться, і називають її Воно. Школярі пов'язують з діяльністю загадкового створіння серію вбивств у Деррі. Воно прокидається кожні 27 років, що супроводжується загибеллю багатьох людей, після чого істота близько року полює на дітей і підлітків.
Тим часом Генрі тероризує ще одного школяра, Майкла Ханлона. Той пристає до «Клубу невдах», де розповідає, що його переслідував жахливий хижий птах. Майкл цікавиться історією і розкриває, що впродовж сторіч у Деррі відбувалися хвилі загадкових смертей. Генрі та його банда збираються побити «Клуб невдах», але отримують несподівану відсіч. Генрі обіцяє помститися. Школярі зустрічають істоту в різних формах і вирішують з'ясувати, як Воно з'явилося в містечку. Вони майструють курильню, як робили тутешні індіанці, щоб отримати видіння. Річі бачить у галюцинації як Воно впало в цих землях тисячі років тому з космосу, подібно до метеорита. Друзі вважають, що Воно чомусь не може з'являтися дорослим, тому їм немає на кого покластися, крім самих себе.
Едді потрапляє до лікарні, побитий хуліганами. Слідкуючи за Генрі, Беверлі бачить як хулігана Патріка, якого вбиває Воно в формі летючих п'явок. «Невдахи» отримують послання від істоти, котра обіцяє наступними вбити їх. Коли Едді видужує, Бен добуває шматки срібла, вірячи, що срібло може вбити злу силу. Воно постає перед підлітками в подобі перевертня, але Білл стріляє сріблом з рогатки й ранить страховисько. Налякане Воно маніпулює Генрі, змушуючи його вбити свого батька-алкоголіка, зібрати товаришів і піти на вбивство «Клубу невдах» до дренажу. Двох хуліганів Воно вбиває в подобі чудовиська Франкенштейна. Генрі ж губиться і божеволіє.
Білл дізнається про ритуал Чудь, в ході якого можна увійти в макроверс, звідки родом Воно, і знищити його. Здійснивши ритуал, Білл зустрічає Черепаху, що створив увесь світ і який підказує використати силу уяви. Але самого Черепаху разом з Воно створив Інший з-за меж всесвіту. Він бачить як насправді виглядає Воно — масою помаранчевих вогнів. У флешфорварді дорослий Білл описує, що Воно пожирає людей, а їхній страх не більше, ніж «приправа». Втім, дитячі страхи яскраві і прості, тому Воно харчується переважно саме дітьми. В битві розумів з почварою Білл запевняє друзів, що срібло володіє магічними властивостями. Щира віра підлітків у це втілює віру в реальність, Беверлі стріляє з рогатки в страховисько сріблом, завдаючи рани. Воно тікає, хоча й не переможене остаточно.
«Невдахи» блукають підземними коридорами і по черзі займаються сексом з Беверлі, що запропонувала їм розслабитися, і цей процес стає символом їх переходу в доросле життя. Всі разом дають клятву, що якщо коли-небудь Воно повернеться, то друзі знову будуть протистояти йому.
Минають роки, підлітки дорослішають і перестають вірити, що все це сталося насправді. Вони опиняються в різних місцях, вже не товаришуючи одні з одними. Але минає 27 років і влітку 1984 в Деррі, під час фестивалю, знову виникає зловісний клоун. Майк, єдиний, хто залишився в Деррі, розуміє, що Воно повернулося і розшукує колишніх друзів. Стен Уріс, щойно дізнавшись про повернення істоти, здійснює самогубство. Решта відгукуються на заклик Майка та пригадують дитячі жахи. Едді бачить істоту як прокаженого, Річі — як рухому статую Пола Баньяна, Беверелі -- як відьму і Бен — як Дракулу. Воно влаштовує втечу з психлікарні дорослого Генрі, який ранить Майка. Після Едді вбиває його. Ревнивий чоловік Беверлі, Том Роган, думає, що вона зраджує йому з Біллом і викрадає дружину Білла, Одру, доставляючи її в лігво чудовиська. Та побачивши як виглядає Воно, Том помирає від страху. «Невдахи» знову спускаються в дренаж, щоб знищити істоту остаточно, бачачи її в подобі велетенського павука. Едді ранить павука, але Воно кусає його і Едді стікає кров'ю насмерть. Білл, Річі й Бен знаходять де Воно відкладає яйця. Бен знищує яйця, тоді як Білл з Річі ідуть битися з чудовиськом, врешті вражають його серце і Воно гине назавжди. В цей час на поверхні стається ураган, який руйнує Деррі. «Невдахи» покидають містечко і забувають одне одного. Бен з Беверлі стають парою, Річі повертається до Каліфорнії. Білл позбувається заїкання і покидає містечко разом із дружиною, думаючи про те, щоб описати всі ці пригоди в книзі.

## Нагороди
- Призер в номінації «British Fantasy Society» від Августа Дерлета за найкращий роман.
- Зайняв друге місце «World Fantasy Awards» в номінації за найкращий фантастичний роман.
- Третє місце в нагородженні від журналу Локус в номінації за найкращий фантастичний роман.[1]

## Ювілейне видання на честь 25-ти річчя твору
13 грудня 2011, видавництво Cemetery Dance Publications надрукувало спеціальне видання твору з обмеженим тиражем до 25-річчя роману у трьох редакціях:
- подарункове видання без порядкового числа тиражем 2 750 шт.
- подарункове видання тиражем 750 шт.
- подарункове видання з порядковим номером тиражем 52 шт.

Всі три видання в твердій палітурці, розміщені у футлярі або в коробці, виготолені з високоякісних матеріалів. До ювілейного видання додається нова суперобкладинка ілюстрована Гленом Орбіком, а також численні ілюстрації Алана М. Кларка й Еріни Уеллс. В книгу додано нову післямову Стівена Кінга, в якій автор розповідає про причини написання роману.

## Екранізації
- Уперше роман був екранізований у форматі міні-серіалу в 1990 році з однойменною назвою.
- Удруге екранізований в форматі двох повнометражних фільмів у 2017 і 2019 році режисера Андреса Мускетті.

## Зв'язок з іншими книгами Кінга
- Головний герой роману Стівена Кінга «11/22/63» потрапляє в Деррі восени 1958 року та дізнається від місцевих про загадкові вбивства та зникнення дітей, які, на щастя, припинилися.

## Переклади українською

### Видання
- Стівен Кінг. Воно. Переклад з англійської та російської: Олександр Красюк, Сергій Крикун, Роман Трифонов, Михайло Каменюк . Харків: КСД. 2015. 1340 стор. ISBN 978-966-14-8697-2 (1-е видання)
- Стівен Кінг. Воно. Переклад з англійської: Олександр Красюк, Сергій Крикун, Анастасія Рогоза. Харків: КСД. 2015. 1340 стор. ISBN 978-966-14-9654-4 (2-е видання)
  - (передрук) Стівен Кінг. Воно. Переклад з англійської: Олександр Красюк, Сергій Крикун, Анастасія Рогоза. Харків: КСД. 2017. 1344 стор. ISBN 978-617-12-3415-4

### Скандал довкола українського перекладу
22 листопада 2014 року в Києві відбулися «Кінгочитання» за участю Олександра Красюка, що їх організовувала спільнота «Стівен Кінг. Український клуб» спільно з Книжковим Клубом «Клуб Сімейного Дозвілля». На заході Олександр Красюк зачитав уривок з книги Стівена Кінга «Воно». Було оголошено, що книга вийде в продаж влітку 2015 року.
Видавництво Клуб Сімейного Дозвілля видало роман «Воно» українською 18 червня 2015 року. Переклад виконали Олександр Красюк, Сергій Крикун, Роман Трифонов, Михайло Каменюк. Невдовзі з'явилася інформація, що переклад фрагменту книги, зроблений Романом Трифоновим та Михайлом Каменюком, здійснений з російської мови. Згодом, у липні 2015 року, видавництво повідомило, що перевидасть роман «Воно» з оновленим перекладом, повністю виконаним з англійської мови.
У вересні 2015 році видавництво перевидало книгу, де частини, раніше перекладені з російської Романом Трифоновим та Михайлом Каменюком, були наново перекладені з англійської Анастасією Рогозою.